# Frank van Hattum
Frank van Hattum (17 de noviembre de 1958 en Nueva Plymouth) es un exfutbolista neozelandés que jugaba como arquero. Fue presidente de la Asociación de Fútbol de Nueva Zelanda desde 2009 hasta principios de 2014.
Durante su carrera ganó en una ocasión los tres máximos títulos del fútbol neozelandés. Ganó la Copa Chatham en 1978, el NZFA Challenge Trophy ese mismo año y la Liga Nacional de Nueva Zelanda 1986. En representación de la selección neozelandesa disputó 28 partidos, siendo el arquero en la Copa Mundial de 1982.
Fue segundo, detrás del australiano Mark Bosnich, en la votación del mejor arquero del siglo XXI de Oceanía.

## Carrera
Debutó en 1976 jugando para el Manurewa AFC. Con el elenco de Auckland conquistó la Copa Chatham y el NZFA Challenge Trophy en 1978. En 1983 jugó para el Christchurch United, aunque en 1984 pasaría al Papatoetoe AFC y en 1985 al University-Mount Wellington, con el que ganaría la Liga Nacional de Nueva Zelanda en 1986. Entre 1987 y 1989 jugó para el Mt. Maunganui y terminó su carrera en 1990 defendiendo los colores del Manurewa.

### Clubes
| Club                        | País          | Año         |
| --------------------------- | ------------- | ----------- |
| Manurewa AFC                | Nueva Zelanda | 1976 - 1982 |
| Christchurch United         | Nueva Zelanda | 1983        |
| Papatoetoe AFC              | Nueva Zelanda | 1984        |
| University-Mount Wellington | Nueva Zelanda | 1985 - 1986 |
| Mt. Manganui                | Nueva Zelanda | 1987 - 1989 |
| Manurewa AFC                | Nueva Zelanda | 1990        |

### Selección nacional
Jugó su primer partido internacional con Nueva Zelanda en un amistoso en el que los All Whites vencieron por 2-0 a Fiyi, disputado el 21 de febrero de 1980. Jugó la Copa de Oceanía de ese año, en la que la selección neozelandesa fue eliminada en fase de grupos. A pesar de no ser el arquero titular durante la fase de clasificación para la Copa Mundial de 1982, fue el arquero titular durante dicha competición. Disputó en total 28 partidos oficiales.

## Palmarés
| Título                | Club                   | País          | Año  |
| --------------------- | ---------------------- | ------------- | ---- |
| Copa Chatham          | Manurewa AFC           | Nueva Zelanda | 1978 |
| NZFA Challenge Trophy | Manurewa AFC           | Nueva Zelanda | 1978 |
| Liga Nacional         | University-Mount Well. | Nueva Zelanda | 1986 |